# Mönchberg
Mönchberg är en köping (Markt) i Landkreis Miltenberg i Regierungsbezirk Unterfranken i förbundslandet Bayern i Tyskland.
Köpingen ingår i kommunalförbundet Mönchberg tillsammans med kommunen Röllbach.